# Bracigovo
Bracigovo (in bulgaro Брацигово?) è un comune bulgaro situato nella Regione di Pazardžik di 10 847 abitanti (dati 2009). La sede comunale è nella località omonima.

## Località
Il comune è formato dall'insieme delle seguenti località:
- Bracigovo (sede comunale)
- Bjaga
- Žrebičko
- Isperihovo
- Kozarsko
- Ravnogor
- Rozovo